# دیوید میسیلو
دیوید میسیلو (انگلیسی: Davide Micillo؛ زادهٔ ۱۷ آوریل ۱۹۷۱) بازیکن فوتبال اهل ایتالیا است.
از باشگاه‌هایی که در آن بازی کرده‌است می‌توان به باشگاه فوتبال رجینا، باشگاه فوتبال کوزنتسا کالچو، باشگاه فوتبال آسکولی، باشگاه فوتبال پارما، باشگاه فوتبال یوونتوس، باشگاه فوتبال آنکونا، باشگاه فوتبال برشا، باشگاه فوتبال آتالانتا، باشگاه فوتبال چزنا، باشگاه فوتبال جنوآ، و باشگاه فوتبال نووارا اشاره کرد.